# Лён Тхайфон
Лён Тхайфон (кит. 梁棣芳) — южно-китайский футболист, игравший на позициях вратаря и полузащитника. Выступал за клуб «Саут Чайна» и национальную сборную Китайской Республики. Четырёхкратный победитель футбольного турнира Дальневосточных игр.

## Карьера
Лён Тхайфон играл за футбольный клуб «Саут Чайна» из Гонконга. В 1915 году его команда получила право представлять сборную Китайской Республики на Дальневосточных играх. На турнире Тхайфон дебютировал 17 мая в матче против сборной Филиппин, выйдя в стартовом составе. Встреча завершилась победой его команды со счётом 1:0. Во втором и третьем матчах с филиппинцами была зафиксирована ничья, поэтому благодаря единственной победе Китайская Республика стала победителем соревнований.
В качестве вратаря сборной Лён также сыграл на Дальневосточных играх в 1917 году, а начиная с игр 1921 года стал выступать на позиции полузащитника. В общей сложности он был участником четырёх Дальневосточных игр, на которых его команда неизменно побеждала на соревнованиях. В августе 1923 года Тхайфон отправился со сборной в турне по Австралии, которое продлилось три месяца.

## Статистика за сборную
| Китайская Республика | Китайская Республика | Китайская Республика |
| Год                  | Матчи                | Голы                 |
| -------------------- | -------------------- | -------------------- |
| 1915                 | 3                    | -1                   |
| 1917                 | 2                    | 0                    |
| 1921                 | 1                    | 0                    |
| 1923                 | 2                    | 0                    |
| Итого                | 8                    | -1 / 0               |

## Достижения
- Победитель Дальневосточных игр (4): 1915, 1917, 1921, 1923